# Aeronca K Scout
Aeronca K Scout — лёгкий двухместный самолёт общего назначения, выпускавшийся в США компанией Aeronautical Corporation Of America (в 1941 году сменила название на Aeronca Aircraft Inc.) с 1937 по 1939 год. Всего было выпущено 397 самолётов в нескольких модификациях.

## История
Aeronca K Scout создавался инженерами компании Aeronca одновременно с самолётом Aeronca L. Однако, если создатели серии L, стоявшие у истоков компании Жан Роше и Роджер Шлеммер, позволили себе отойти от принёсшего компании успех при продаже серии С низкозатратного самолёта экономкласса, то инженеров, занимавшихся серией К, под общим руководством того же Шлеммера, компания направила уже по проторенному пути. И в результате к началу 1937 года Aeronca вновь обладала дешёвым и экономичным самолётом, который пришёл на смену морально устаревшему Aeronca C-3.
Первый раз самолёт поднялся в воздух на авиашоу в Нью-Йорке в январе 1937 года. Продажи самолёта начались после авиашоу в Лос-Анджелесе в марте 1937 года. Самолёт настолько понравился публике, что компания получила огромное количество заказов. К ноябрю Aeronca отказалась от производства модели L и все свои мощности переориентировала на серию K. С ноября компания строит по три самолёта в день, отгружая дилерам партии не менее чем из шести машин. Минимальная стоимость самолёта составляла 1950 долларов США.
Но вскоре объёмы заказов стали падать. Виной тому триумфальный выход на рынок основного конкурента Aeronca K Scout — самолёта Piper J-3 Cub от Piper Aircraft. В 1938 году Aeronca пришлось снизить цену самолёта до 1480 долларов, однако Piper продавался так успешно, что минимальная цена на него была 995 долларов. Продолжая борьбу за клиента, Aeronca меняет двигатель на более дешёвый и экономичный Continental A-40, что позволяет снизить стоимость до 1295 долларов. Однако к 1939 году Piper полностью занимает сегмент рынка самолётов экономкласса, продавая около 2000 самолётов в год.
В компании понимали, что дальнейшими изменениями самолёта рынок не вернуть. В 1938 году Aeronca выпускает на рынок серию Aeronca 50 Chief, которая к 1940 году перерождается в серию Aeronca 65 Super Chief. Конечно, успехов Piper этим самолётам добиться не удалось, однако этого и не требовалось. С ценой немного меньшей 2000 долларов они были предназначены совсем для другого сегмента рынка и были там вполне успешны.
Выпускать далее Scout смысла не было, и в 1941 году Aeronca временно уходит с сектора машин экономкласса. Выпустив в 1941 году для военных самолёт Aeronca L-3, инженеры Aeronca начинают разработку двух совершенно новых моделей — Aeronca 7 и Aeronca 11. Выпуск обеих серий начинается в 1945 году. Седьмая серия, получившая название Champion, становиться триумфом компании. К 1947 году Piper пришлось свернуть производство J-3 Cub, Champion серийно выпускался вплоть до 1964 года (с 1954 года выпускался компанией Champion Aircraft).
В 1946 году 6 последних остававшихся на складах машин, чертежи и 20 двигателей были проданы Тому Трайнору, который в конце 90-х годов XX века передал два действующих самолёта и документацию в музей AirVenture, находящийся в городе Ошкош, Вайоминг, США.
В настоящее время в годном к полёту состоянии находится не более 5 машин, ещё около 10 сохранены в различных музеях.

## Конструкция
Самолёт построен по схеме высокоплана. Фюзеляж формировался из алюминиевых труб и балок, обтянутых просмоленной прочной тканью. Крылья имеют ячеистую структуру. В оригинале формировались из еловых лонжеронов и стрингеров, обтягиваемых тканью. Снизу крылья подпираются двумя металлическими подкосами каждое.
Шасси неубираемые, с управляющим хвостовым колесом. Передние шасси закрыты обтекателями. В некоторых модификациях выпускался в варианте гидросамолёта.
Кабина полностью остеклена, имеет обогрев и освещение. Пилот и пассажир находятся рядом друг с другом. За их спинами располагается багажная полка, рассчитанная на 8 кг.
Винт двухлопастной, установлен в передней части фюзеляжа. Шаг винта неизменяемый.

## Тактико-технические характеристики
Источник данных: Уголок неба

Технические характеристики
- Экипаж: 1 чел.
- Пассажировместимость: 1 чел.
- Длина: 6,28 м
- Размах крыла: 10,97 м
- Высота: 1,91 м
- Масса пустого: 337 кг
- Максимальная взлётная масса: 567 кг
- Силовая установка: 1 × ПД Aeronca E-113
- Мощность двигателей: 1 × 40 л. с.

Лётные характеристики
- Максимальная скорость: 150 км/ч
- Крейсерская скорость: 137 км/ч
- Практическая дальность: 410 км
- Практический потолок: 3600 км

## Модификации
- Aeronca K Scout — оригинальная модель. Бортовой номер прототипа — X17440. Выпущено 344 шт.
- Aeronca KS Scout — вариант гидросамолёта (Sea Scout). Выпущено 13 шт.
- Aeronca КС Scout — вариант с двигателем Continental A-40, удешевлявишим конструкцию. Выпущено 34 шт.
- Aeronca CF Scout — вариант с более экономичным двигателем Franklin 4AC. Выпущено 6 шт.